# Voyria flavescens
Voyria flavescens är en gentianaväxtart som beskrevs av August Heinrich Rudolf Grisebach. Voyria flavescens ingår i släktet Voyria och familjen gentianaväxter. Inga underarter finns listade i Catalogue of Life.